# 魏學禮
魏學禮，字季朗，南直隸蘇州府吳縣人，明朝政治人物。
世居閶門，初為諸生，萬曆三年乙亥歲貢貢生，授鎮江府學訓導，巡按御史邢侗推薦於朝廷，遷燕京國子監學正，校對《官刻十三經註疏》有功，陞北直隸廣平府同知，任內輕鬆安撫了饑荒民眾發起的暴動，甚至奉令到隔壁府處理冤獄，他一次審訊，就求出實情。北直隸曾經兩次讓他代理廣平府知府，他不曾貪污一分錢。魏學禮為官清正，一件案子不受關說，當事人唆使北直隸巡撫將他彈劾，被罷免。其蘇州故居已經變賣，無處棲身，故而依附同鄉徐顯卿，僑居宜興，年七十八。
墓在白蓮涇。